# Mydaea latipennis
Mydaea latipennis este o specie de muște din genul Mydaea, familia Muscidae. A fost descrisă pentru prima dată de Hough în anul 1900. Conform Catalogue of Life specia Mydaea latipennis nu are subspecii cunoscute.